# Everybody's Got Something to Hide Except Me and My Monkey
Pistes de The Beatles
Mother Nature's Son Sexy Sadie
Everybody's Got Something to Hide Except Me and My Monkey est une chanson des Beatles, parue sur l'album blanc le 22 novembre 1968 en Grande-Bretagne, et trois jours plus tard aux États-Unis. Si elle est composée exclusivement par John Lennon, c'est au nom du tandem Lennon/McCartney qu'elle est créditée, comme toutes les chansons du groupe composées par Lennon et McCartney, en collaboration ou non. La chanson est enregistrée en juin et juillet 1968 aux studios EMI d'Abbey Road, à Londres.

## Genèse
La plupart des chansons écrites par John Lennon à partir de 1968 sont principalement destinées à sa nouvelle compagne Yoko Ono. S'il l'a rencontrée l'année précédente, leur relation ne s'officialise qu'en mai 1968, et à partir de ce moment ils sont inséparables, ce qui cause certaines tensions avec les autres Beatles. Lennon explique ces tensions, et raconte aussi l'avoir écrit à partir de sa phrase-titre (« tout le monde a quelque chose à cacher sauf moi et mon singe ») : « C'était une bonne ligne que j'ai mise dans une chanson, à propos de moi et de Yoko. Tout le monde semblait paranoïaque, à l'exception de nous deux, qui rayonnions d'amour. Tout est clair et ouvert quand vous êtes amoureux. Et tout le monde était particulièrement tendu autour de nous. Vous savez : « Mais que fait-elle ici, durant les sessions ? Pourquoi est-elle avec lui ? » Toute cette folie se déroulait autour de nous, parce que nous voulions juste être ensemble tout le temps. »
La phrase « everybody's got something to hide except me » (« tout le monde a quelque chose à cacher sauf moi ») provient d'une citation du Maharishi Mahesh Yogi, à cette époque le gourou des Beatles. Le singe qui complète le titre est, selon Paul McCartney, une référence à la dépendance de Lennon à l'héroïne : « Il s'était mis à prendre des drogues plus dures que ce que nous prenions auparavant, et ses chansons faisaient de plus en plus référence à l'héroïne. Avant cela, nous faisions des allusions subtiles au cannabis ou au LSD, mais maintenant John faisait allusion à des « fix » et des « singes », du jargon de drogues dures que [George, Ringo et moi] ne connaissions pas. […] C'était une dure période pour John, mais je crois que cette folie l'a mené à créer du bel art ».

## Enregistrement
En mai 1968, les Beatles se réunissent chez George Harrison, à Esher, pour enregistrer les démos de près d'une trentaine de chansons considérées pour figurer sur l'« Album blanc ». Parmi ces bandes se trouve une version embryonnaire de la chanson, dans une ambiance blues assez éloignée de sa version finale[réf. nécessaire].
Le 26 juin 1968, les Fab Four sont aux studios EMI pour entamer l'enregistrement du morceau, sans titre pour le moment (il est simplement appelé Untitled sur la feuille de production). Le groupe est en répétition ce jour-là, mais enregistre la session au cas où quelque chose de bon en sortirait. À la fin de la journée, plusieurs prises sont en boîte, et il reste à déterminer laquelle est la meilleure, mais les Beatles laissent tomber ces enregistrements préliminaires et repartent à zéro le jour suivant.
Le 27 juin, six nouvelles prises sont enregistrées, la dernière (d'une durée de trois minutes) étant jugée la meilleure. Durant le processus de réduction des pistes du magnétophone sur une seule, pour libérer de l'espace, la chanson est accélérée à une durée de deux minutes et demie, et des overdubs sont enregistrés.

## Fiche technique

### Interprètes
- John Lennon : chant, guitare rythmique, claquements de mains
- Paul McCartney : basse, seconde basse, cloche, chocalho, chœurs, claquements de mains
- George Harrison : guitare solo, chœurs, claquements de mains
- Ringo Starr : batterie, claquements de mains

### Équipe de production
- George Martin : producteur
- Geoff Emerick : ingénieur du son
- Ken Scott : ingénieur du son
- Richard Lush : ingénieur du son